# ایلاریو مونتریسی
ایلاریو مونتریسی (انگلیسی: Ilario Monterisi؛ زادهٔ ۱۹ دسامبر ۲۰۰۱) بازیکن فوتبال است.